# クバヌイチベク・ジュマリエフ
クバヌイチベク・ジュマリエフ（1956年4月26日 - ）は、キルギス共和国の政治家。過去、大統領府長官、首相、運輸・交通相等を務めた。

## 経歴
ジャラル・アバド州ジャンギ・ジョリスキー地区キチク・アク・ジョル村出身。1978年、物理・電気工学専攻でリャザン電波工学大学を卒業。
- 1978年～1984年 - フルンゼ工科大学の大学院生、主任技師、先任科学職員
- 1984年～1986年 - フルンゼ工科大学コムソモール委員会書記
- 1986年～1988年 - フルンゼ工科大学先任科学職員
- 1988年～1992年 - キルギス共和国科学アカデミー主任科学職員、物理学研究所主任
- 1992年 - 科学アカデミー附属科学研究センター「ジャルィン」センター長代行
- 1992年～1994年 - 国家科学・新技術委員会議長
- 1994年～1995年 - 教育・科学第一次官
- 1995年～1996年 - 大統領附属第一副国家書記
- 1996年～1998年 - 大統領府長官
- 1998年 - 首相
- 1998年～2001年 - ジャラル・アバド州知事
- 2001年 - 運輸・交通相

2004年2月から第一副首相代行兼運輸・交通相。2005年2月から駐オシ市大統領代表を兼任。

## パーソナル
妻帯、3児を有する。
工学科学博士。教授。国家科学アカデミー、国際情報化アカデミー、国際高等学校科学アカデミーの会員。英語を話す。
キルギス・レーニン・コムソモール賞を受賞。

## 著書
- 「ホログラフィーの記憶」、アメリカ、1996年、アスカル・アカエフと共著
- 「光コンピュータに関する講義選集」、ビシュケク、1996年、アスカル・アカエフと共著
- 「レリーフ写真」、ビシュケク、1996年、アスカル・アカエフと共著

100件以上の論文の著者。